# Dichocrocis pseudpoeonalis
Dichocrocis pseudpoeonalis là một loài bướm đêm trong họ Crambidae.